# Estela Funerária de Thutmés

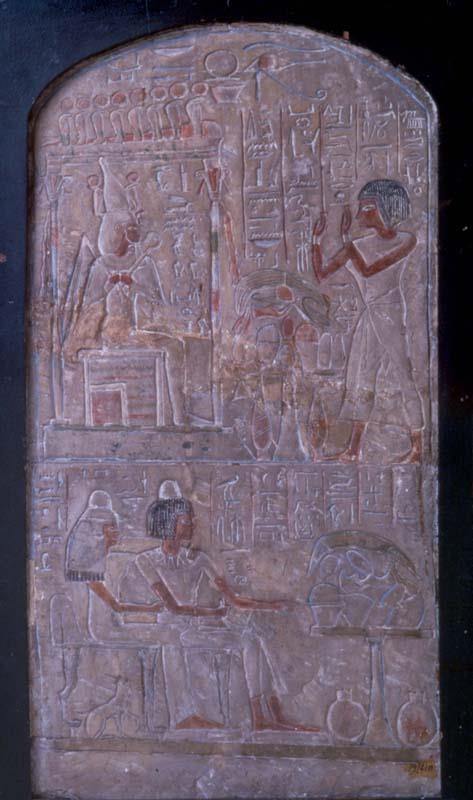
Estela Funerária de Thutmés, atualmente parte do acervo da Casa Museu Eva Klabin

A Estela Funerária de Thutmés atualmente pode ser encontrada na Casa Museu Eva Klabin. Ela foi criada no Egito Antigo, no final da 18ª Dinastia - Amenhotep III. Essa obra é um baixo relevo pintado, que se divide em dois registros. O primeiro, na parte superior encontra-se o sinal de Shen, símbolo da alma. Abaixo vemos o deus Osíris, sentado no trono. Em pé, diante de Osíris, Thutmés está de braços erguidos adorando. Na parte inferior, thutmés e esposa estão sentados diante de uma mesa de oferendas.